# 크루거 60
크루거 60은 세페우스자리에 있는 별로 지구에서 13.15광년 떨어져 있다. 이들은 A와 B의 두 개의 적색 왜성으로 이루어진 쌍성계이다. 이 둘 중 더 어두운 크루거 60 B는 플레어 별로 세페우스자리 DO형 변광성이다. B는 8분 간격으로 밝기가 두 배 정도 증가하는 불규칙 변광성이다.
보통 두 별은 9.5 천문단위 떨어져 있으며 이는 태양에서 토성 사이 거리와 비슷하다. 다만 두 별의 공전 궤도는 이심률이 크기 때문에 가까워졌을 때는 5.5 천문단위까지 접근했다가, 가장 멀 때는 13.5 천문단위까지 떨어진다.

## 같이 보기
- 가까운 별 목록